# Lustr

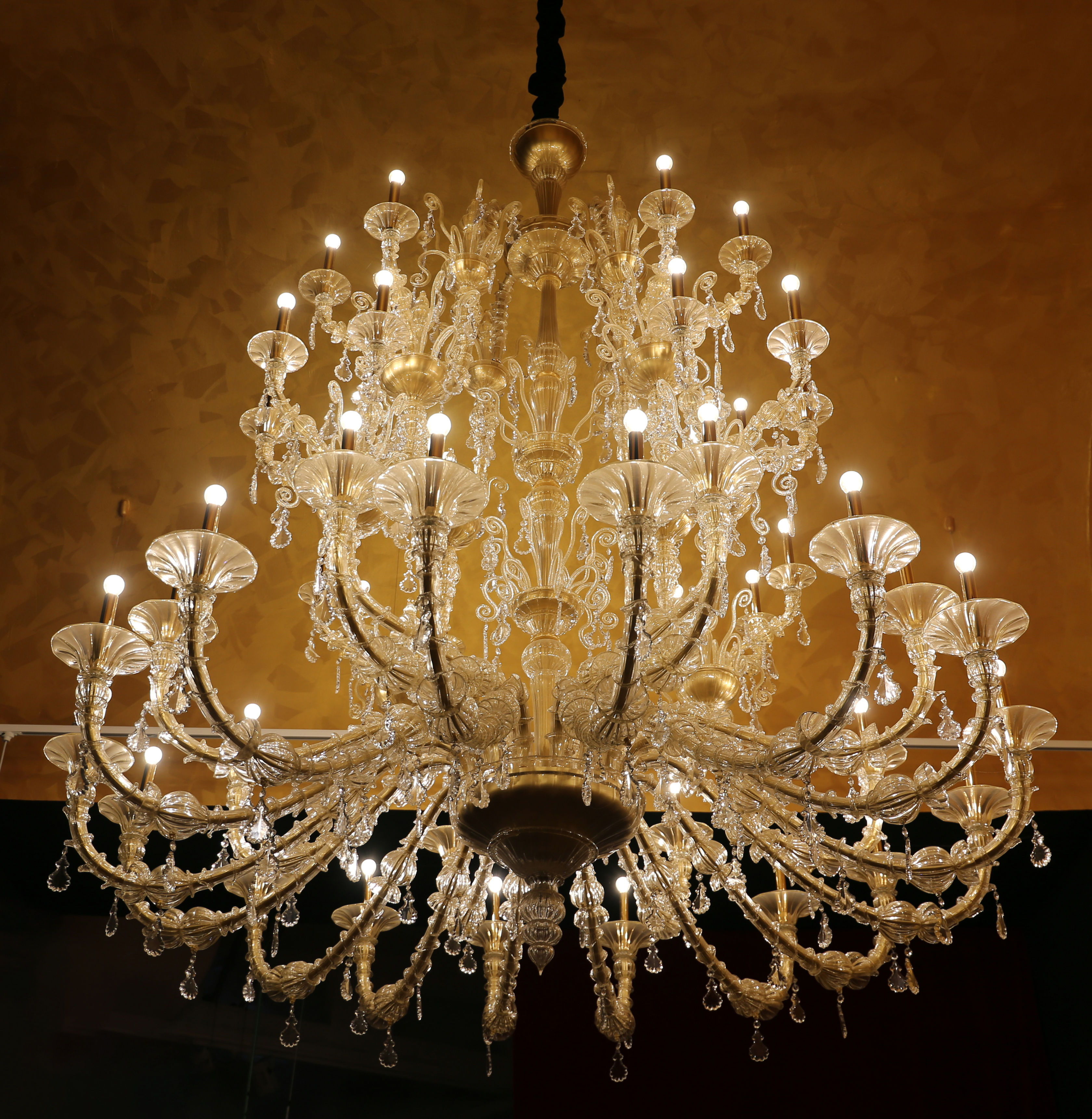
Benátský lustr, foukané a štípané sklo

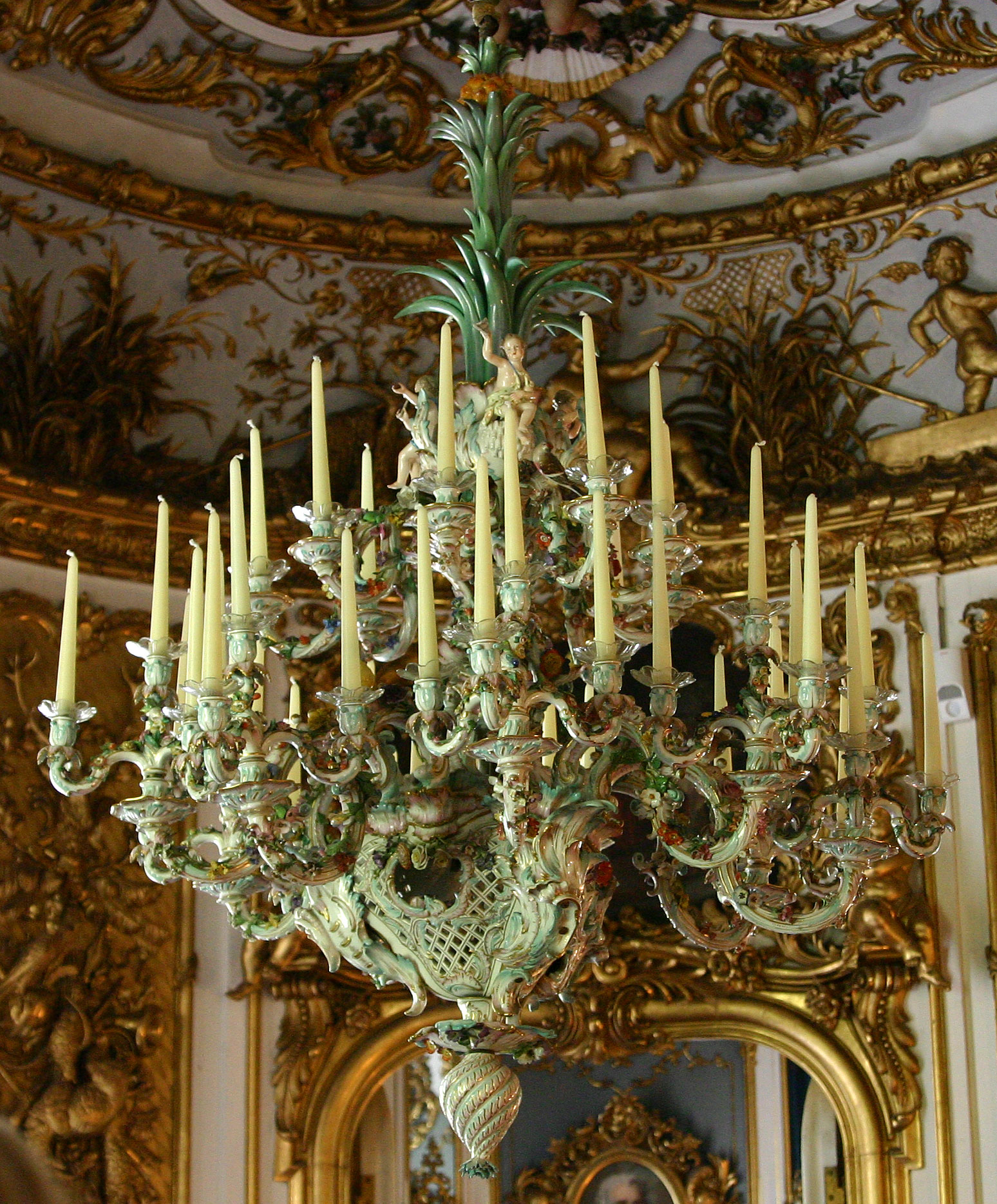
Porcelánový svíčkový lustr, Míšeň, rokokový styl

Lustr je osvětlovací těleso s více než čtyřmi světelnými zdroji, přístroj, který slouží k osvětlení a dekoraci interiéru obytných nebo společenských prostor, také v exteriéru v portiku nebo nad vchodem paláce. Nejčastěji se zavěšuje na strop nebo na klenbu místnosti. Od poloviny 20. století se jako výtvarný objekt může umístit i jinde, na podlahu nebo na stěnu.

## Historie

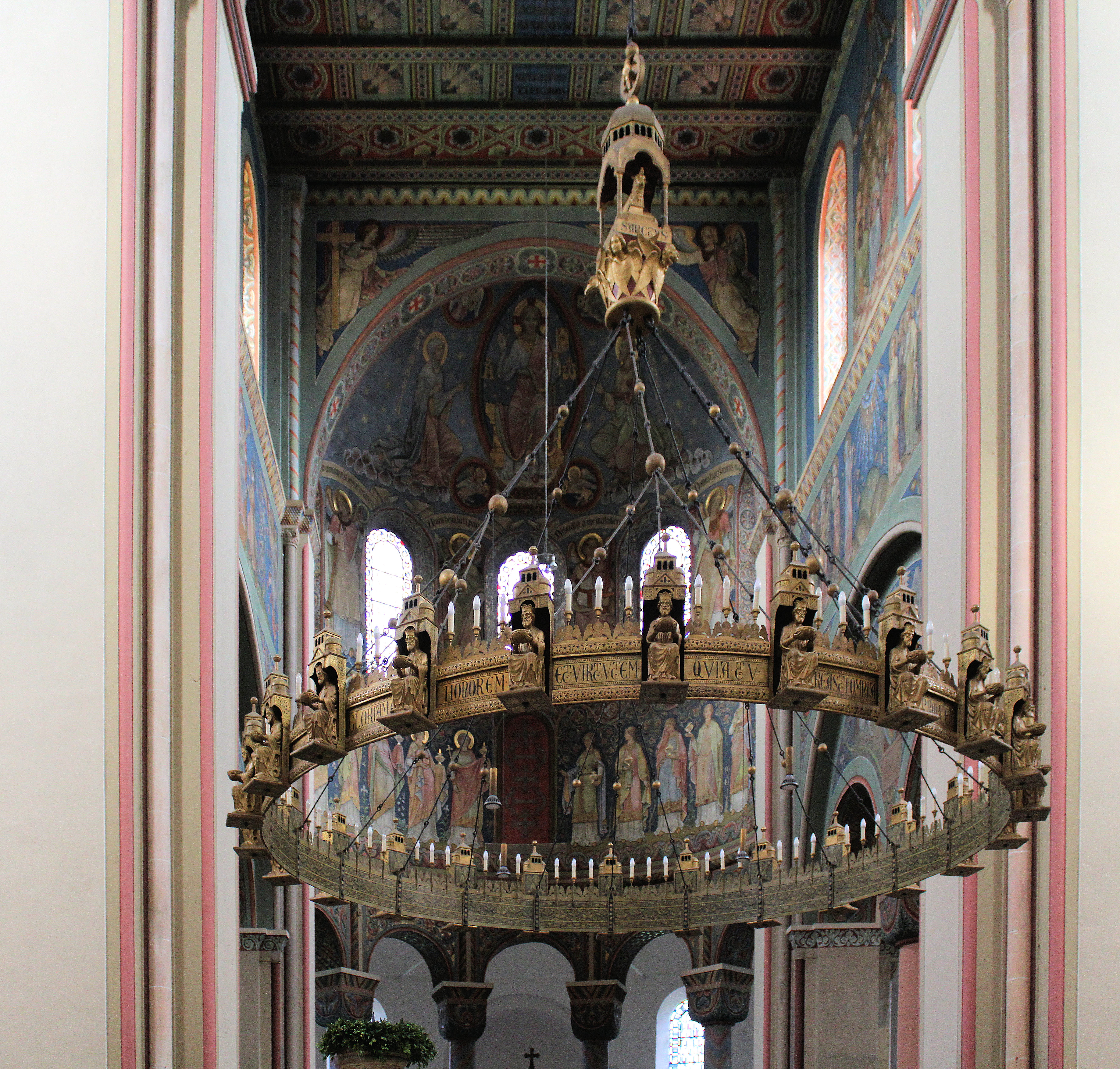
Románský kolový lustr, Hildesheim, chrám sv. Godeharda

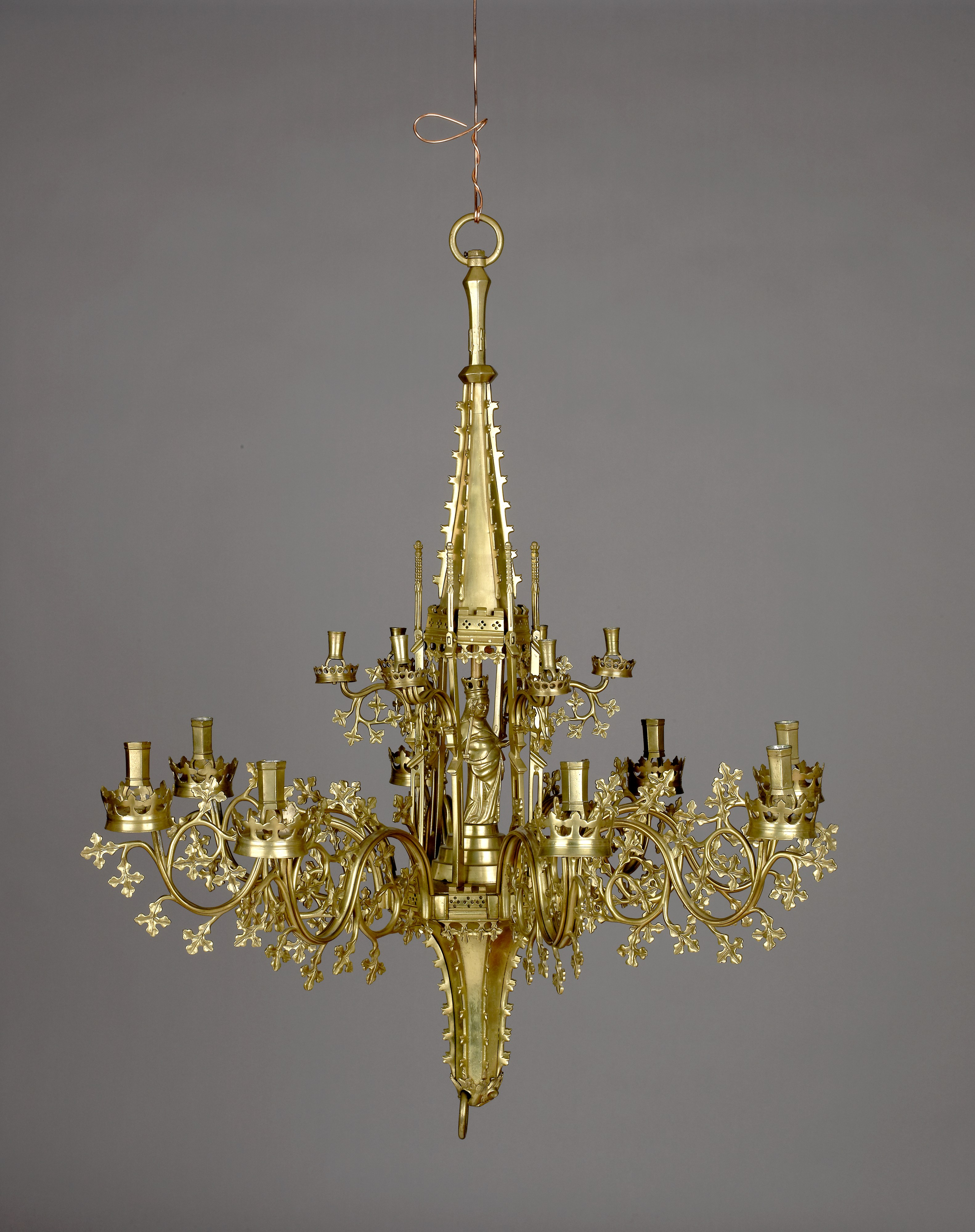
Nizozemský bronzový lustr typu dinanderie

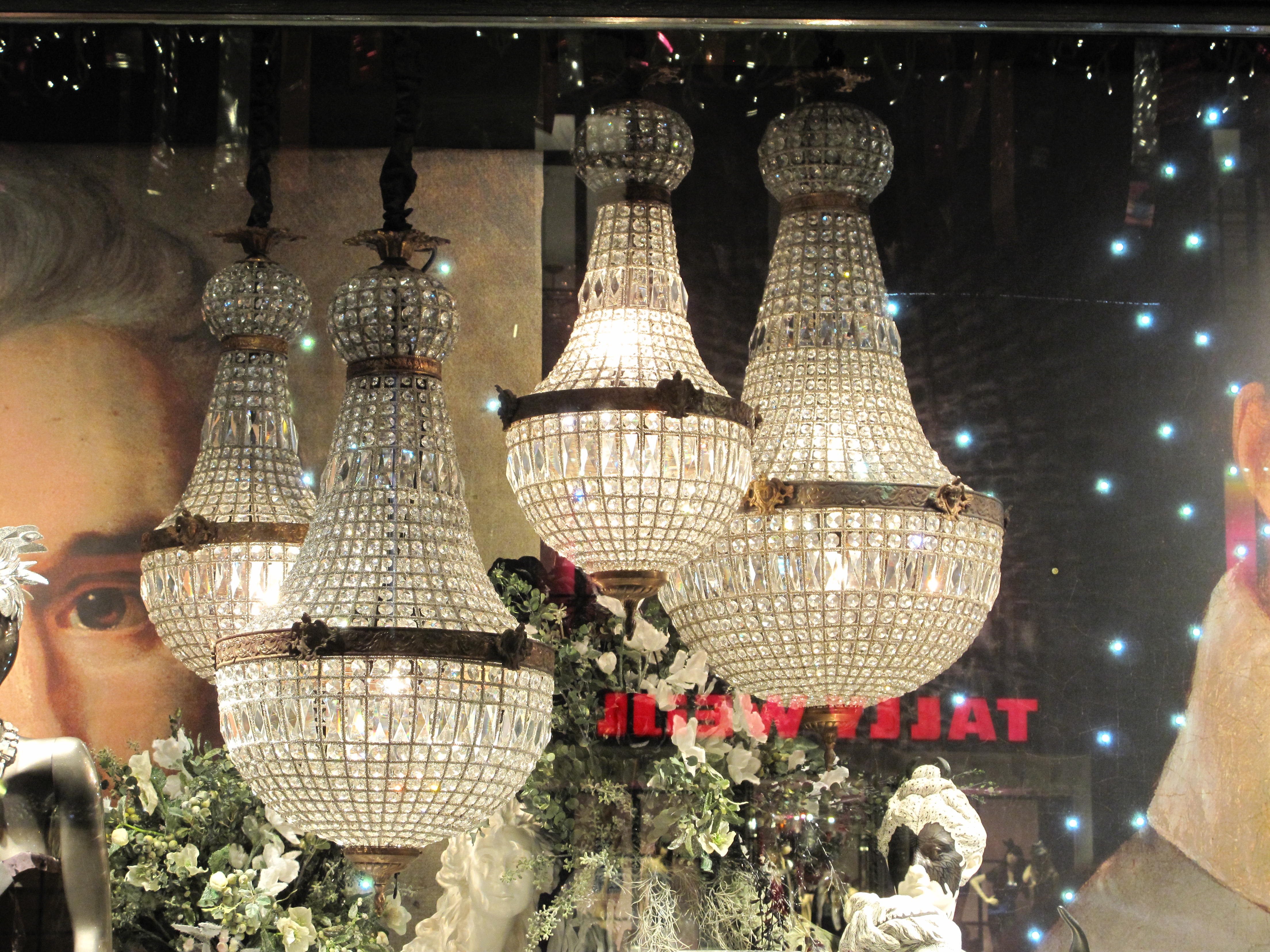
Klasicistní francouzský lustr, typ montgolfiéra

- Lampičkový lustr olejový: Nejstarší evropské lustry, složené z olejových lampiček, sledujeme v nástěnných malbách a archeologických nálezech římské antiky v prvních stoletích našeho letopočtu: Kruhový kovový podnos, zavěšený na řetízkách, s radiálně uspořádanými otvory, do kterých se vkládaly skleněné lampičky na olej. Antická tradice pokračovala v koptském Egyptě a v Byzanci.
- Kolový lustr (nazývaný koruna – corona), románský z 11.–13. století, železný nebo bronzový, se svíčkami po obvodu. V průměru dosahuje až 1 metru a visí na čtyřech řetězech nahoře spojených okem. Konstrukce má symboliku Nebeského Jeruzaléma podle Janova evangelia, pás hradeb s dvanácti branami. Užíval se v křesťanských chrámech raného středověku. Podobně také lustr ve tvaru kříže se svíčkami na ramenech.
- Figurální lustr, řezaný ze dřeva, nebo skládaný z komponent jantarových či z parohu, mytologická tematika zahrnuje figury Panny Marie, světců, mořské panny, lesní muže a skřety. Užíval se v období gotiky a renesance k osvětlení hradů a paláců.
- Bronzový lustr doby pozdní gotiky, renesance a baroka vznikal jako kovolitecké dílo nejdříve v Nizozemí, bývá řazen mezi tzv. dinanderie, výrobu s centrem ve městě Dinant. Pět nebo šest ramen bývá složeno ze svislých esovitých spirál s rostlinnými úponky, na středním sloupku může být ozdoba ve tvaru sedící figurky lva, madony nebo divého muže.
- Benátský lustr doby renesance a baroka byl první celoskleněný. Zhotovovali jej italští skláři na ostrově Murano u Benátek, proto se nazývá benátský. Zhotovuje se dodnes z foukaných skleněných článků a komponent/ozdob hutnicky tvarovaných nůžkami a kleštěmi. Navléká se na drátěnou konstrukci. Čirá sklovina korpusu je doplněna rostlinnými ozdobami ze skla růžového, modrého či zeleného.
- Barokní křišťálový lustr je rozšířený, ale nepřesný termín pro skleněný lustr z čirého skla s křišťálovými ověsky na ramenách. Oproti renesančnímu benátskému typu je vícepatrový, tzn. má na středním sloupku věnec ramen ve dvou nebo třech patrech, věnce se směrem vzhůru zmenšují. Křišťálem se rozumí křišťálové sklo, ověsky zhotovované řezáním nebo broušením. Významného postavení ve výrobě křišťálových lustrů dosáhly francouzské a české sklárny[1]. Během 19. století se tyto lustry rozšířily po celém světě, stejně jako továrny pro jejich výrobu, zvané cristallerie. V současnosti výrobci ručně broušené komponenty často nahrazují strojově lisovanými, které nedosahují takové brilance jako broušené plošky.
- Rokokový lustr bývá pestrobarevný v jemných světlých barevných valérech, s motivy květin, exotického ovoce, s rokajovým ornamentem a mřížkou, může být dřevěný nebo porcelánový
- Klasicistní lustr má jednoduchý geometrický tvar, dole polokulovitý a vršek kuželovitý, francouzský typ montgolfiéra se nazývá podle prvního balónu bratří Montgolfiérů.
- Secesní lustr  a stylově avantgardní lustry; podobně jako ostatní vybavení interiéru, podléhá i lustr módním změnám a uměleckým směrům.
- Užitkový lustr 20. století je složen z elektrických lampiček v kulovitých či jinak tvarovaných krytech z mléčného nebo barevného skla.

## Typy a tvary

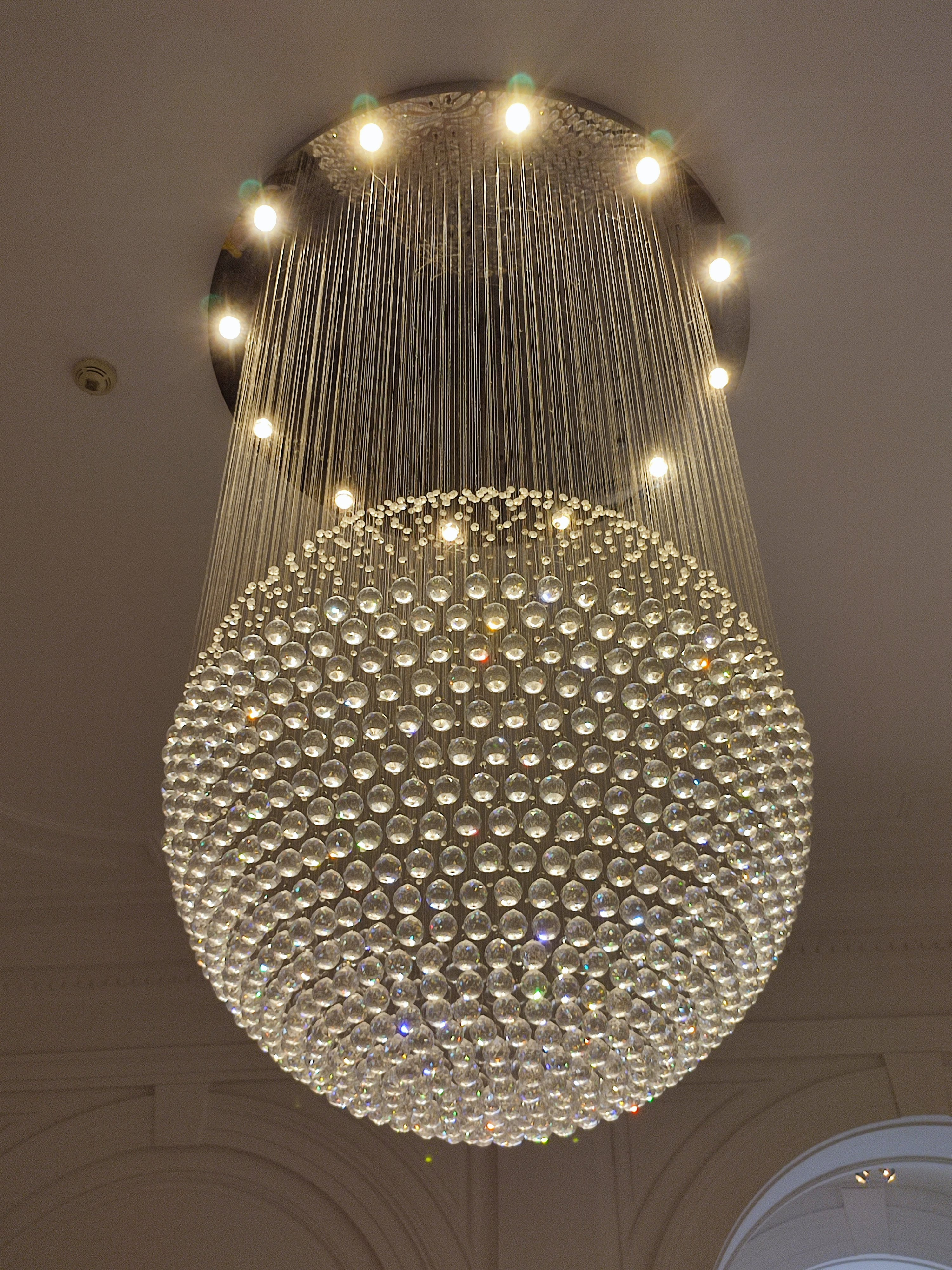
Stropní osvětlení LED zdroji, imitující lustr, Praha, chodba hotelu Kings Court

Lustr se skládá z těla (korpusu) a ramen. Korpus mívá tvar sloupku na široké patce, článkovaný dřík s prstenci a spodní korunu. Ramena mohou být dlouhá, zprohýbaná se stojany na svíce a svíčky, nebo kalíšky s objímkou pro elektrické žárovky a kabely pro přívod elektrické energie. Kabely jsou skryté uvnitř konstrukce lustru. Ověsky Skleněné/křišťálové ověsky jsou různě tvarované předměty, nejčastěji kapkovité, mnohohranné nebo ploché, vybroušené do facet, které se zavěšují pomocí očka a drátku na ramena lustru, aby se v proudícím vzduchu chvěly, díky broušeným ploškám mají schopnost odrážet světlo jako drahokamy, tím vytvářejí zajímavé světelné obrazce, duhové odlesky a křížením světel umocňují záři celého lustru.
Světelné zdroje
- lustr na voskové (parafinové) svíce, musí mít hluboké kalíšky, aby vosk neodkapával na zem.
- lustr na olejové lampičky, varianta se smolnými loučemi
- lustr elektrický nebo plynový
- lustr jako dekorace, šetřící energii; nasvícen LED lampami zvenčí

Obsluha a mechanika
Svíčkové lustry bývaly připevněny na provaz s kladkou u stropu, což umožňovalo jeho spouštění na zem, aby se snadno zapálily či vyměnily svíčky a vyčistily jejich kalíšky. Jeho provaz musel udržet váhu od několika do desítek kilogramů. Rozměrné lustry, například v divadlech jsou připevněny na kladkostroji, který umožní lustr při údržbě spustit nebo naopak vytáhnout do prostoru mezi stropem sálu a střechou. Tak je možné se vyhnout stavbě lešení a rozebírání lustru.
Lustr bývá i příčinou úrazů, převážně hlavy. Stává se, že lustr je díky nízkým stropům umístěn nedostatečně vysoko, což vede ke srážce pohybující se osoby s lustrem. Následkem jsou otoky hlavy a v horším případě i řezné rány od střepů.

## Lustr v umění
- Fantom opery – film a muzikál využívá spuštěný letící lustr pařížské opery k dramatickému ničivému momentu
- Jan Tománek: Lustr pro papeže, knihu vydalo XYZ, Praha 2019

## Galerie

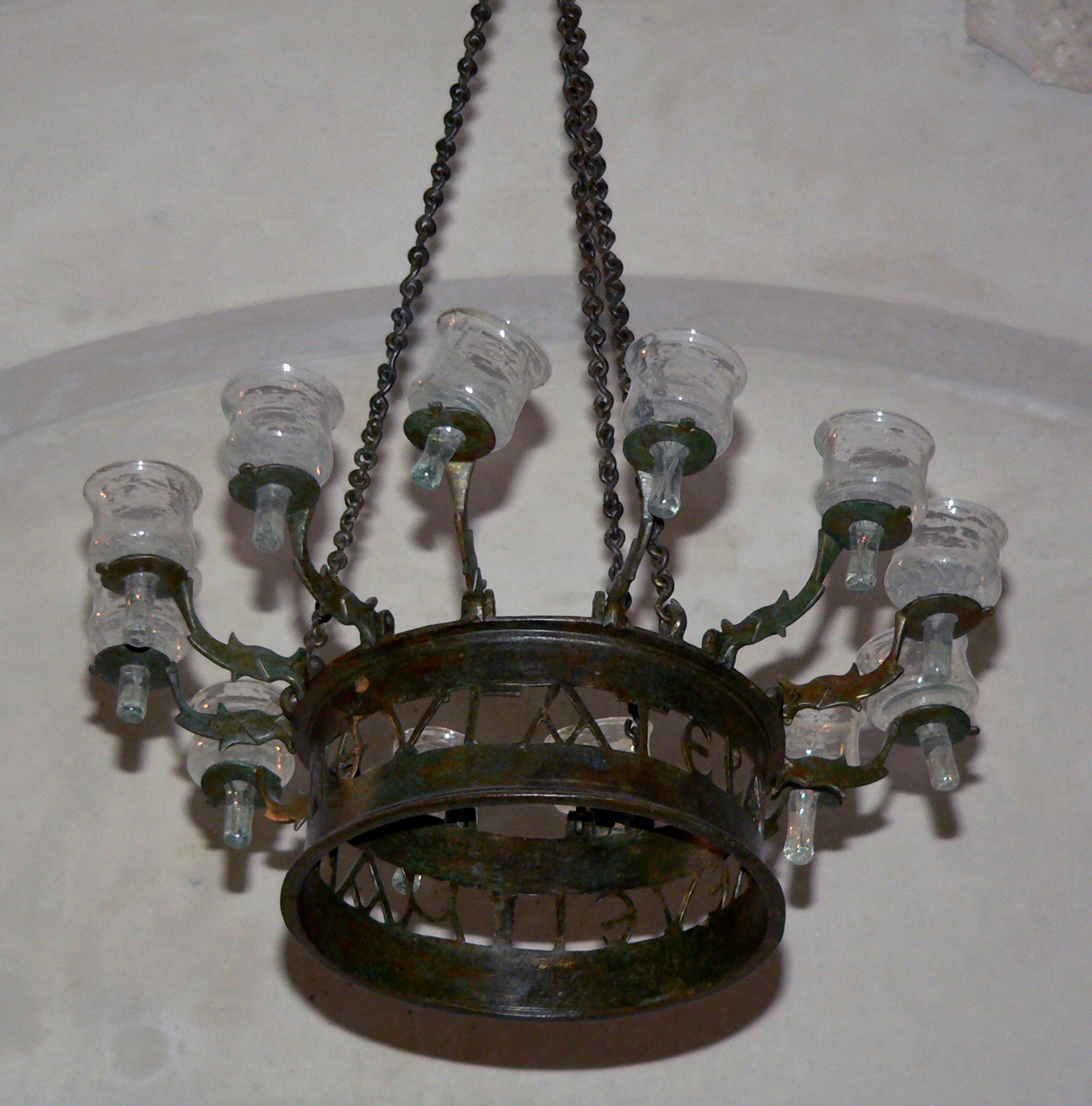
Koptský lustr s olejovými lampičkanmi, Egypt, 5.-7. století
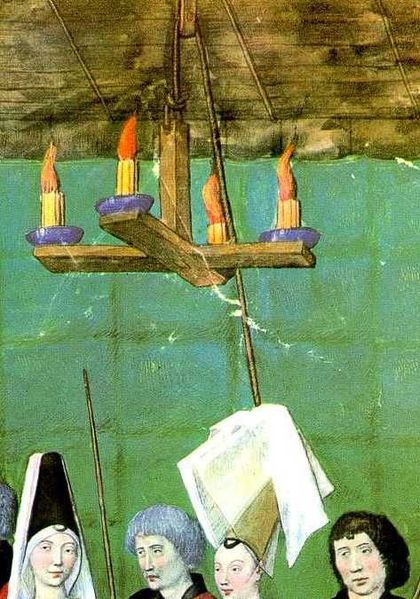
Křížový lustr v iluminaci francouzského rukopisu krále Reného I. z Anjou, kolem 1460
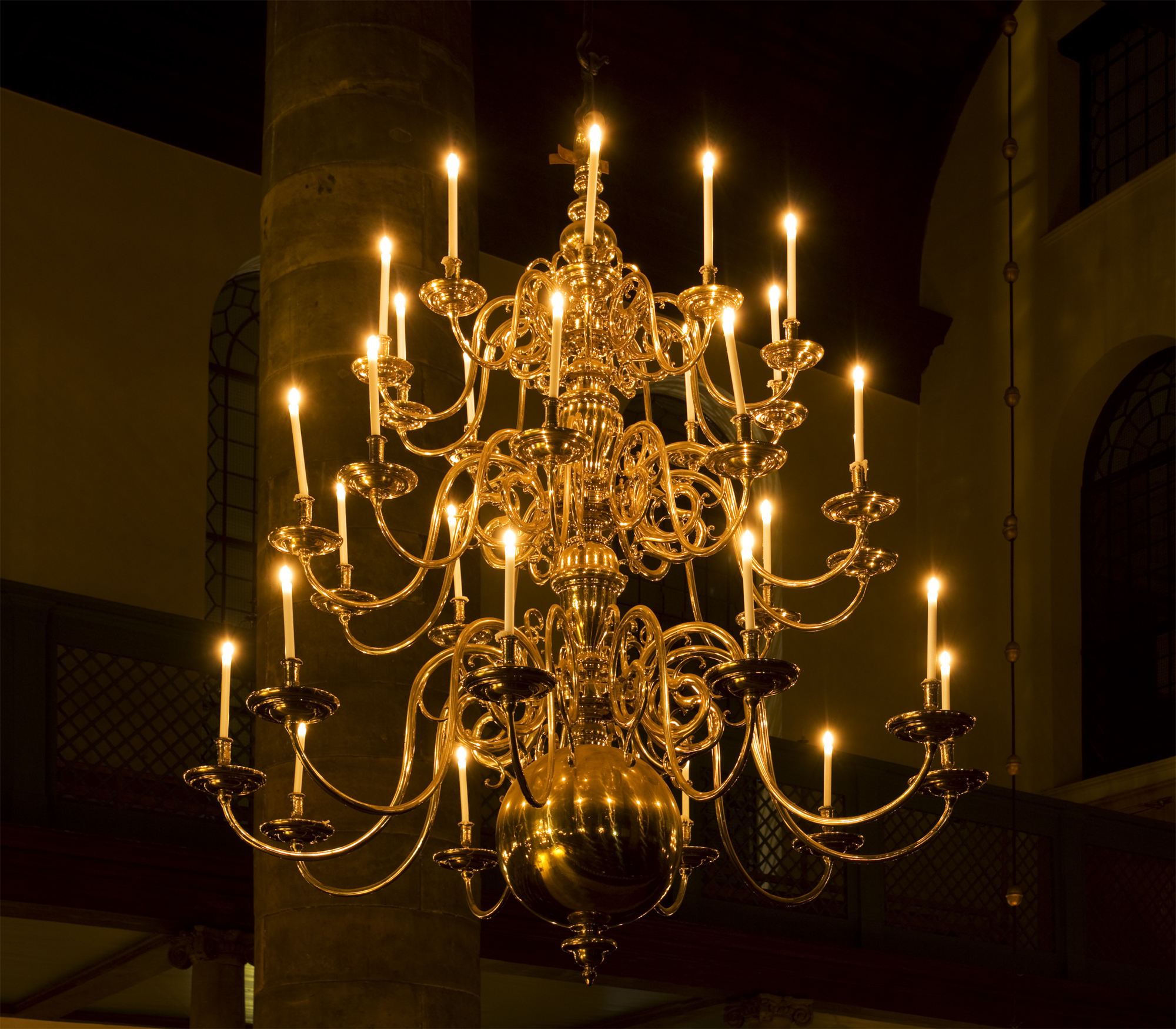
Mosazný lustr, synagoga v Amsterdamu, 17. století
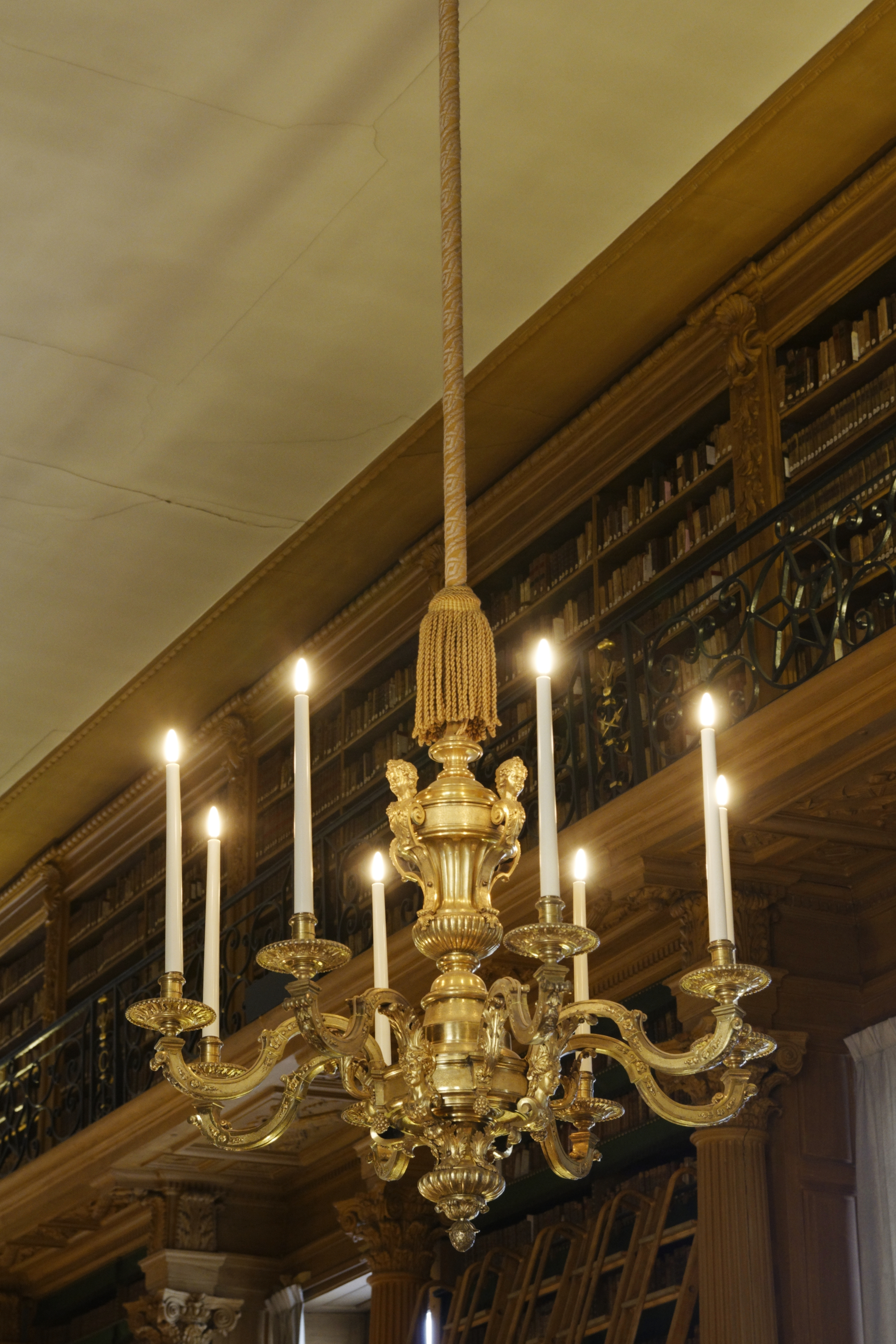
Bronzový lustr s erbem Madame Pompadour, Paříž
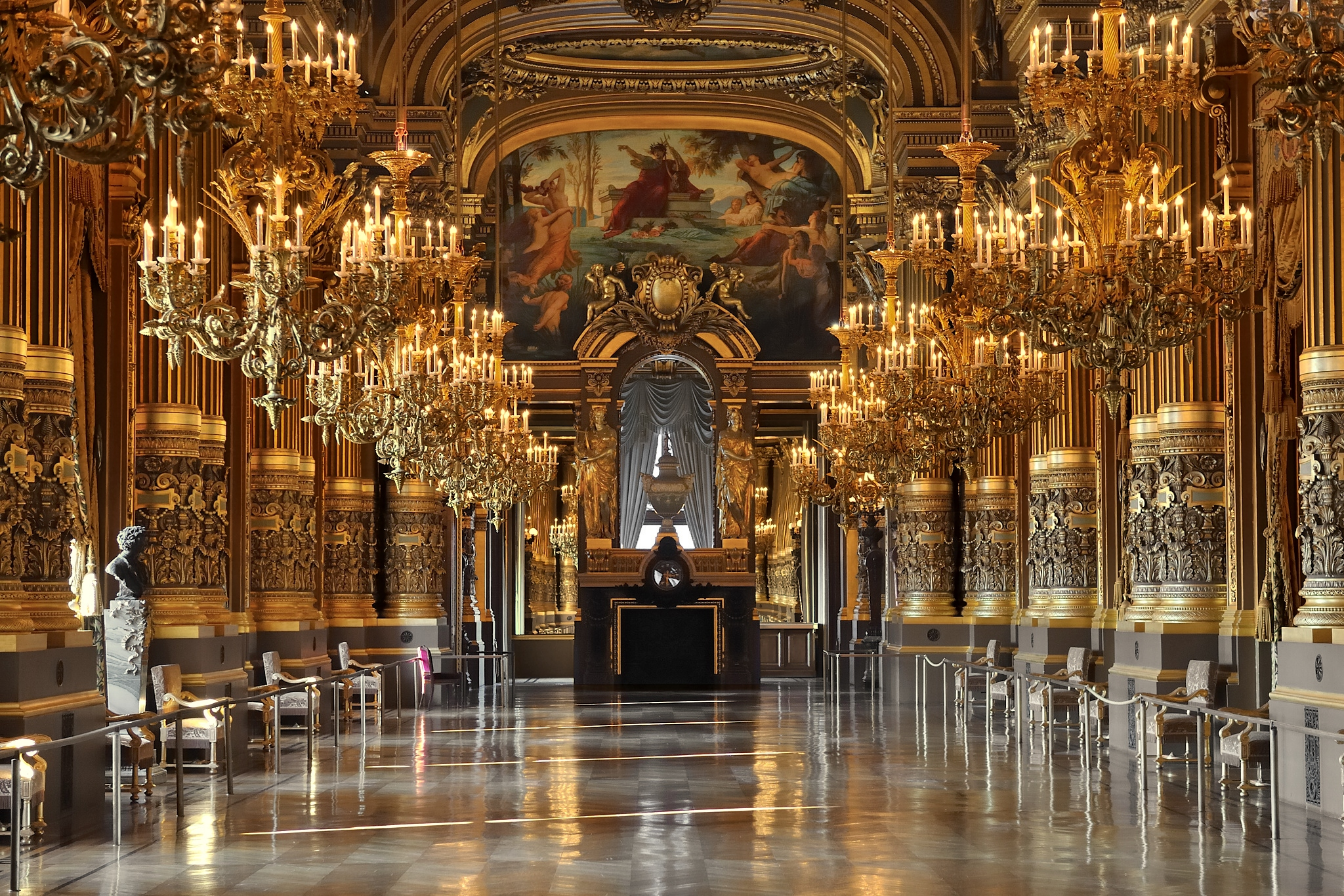
Palais Garnier, velký salón opery v Paříži, konec 19. století
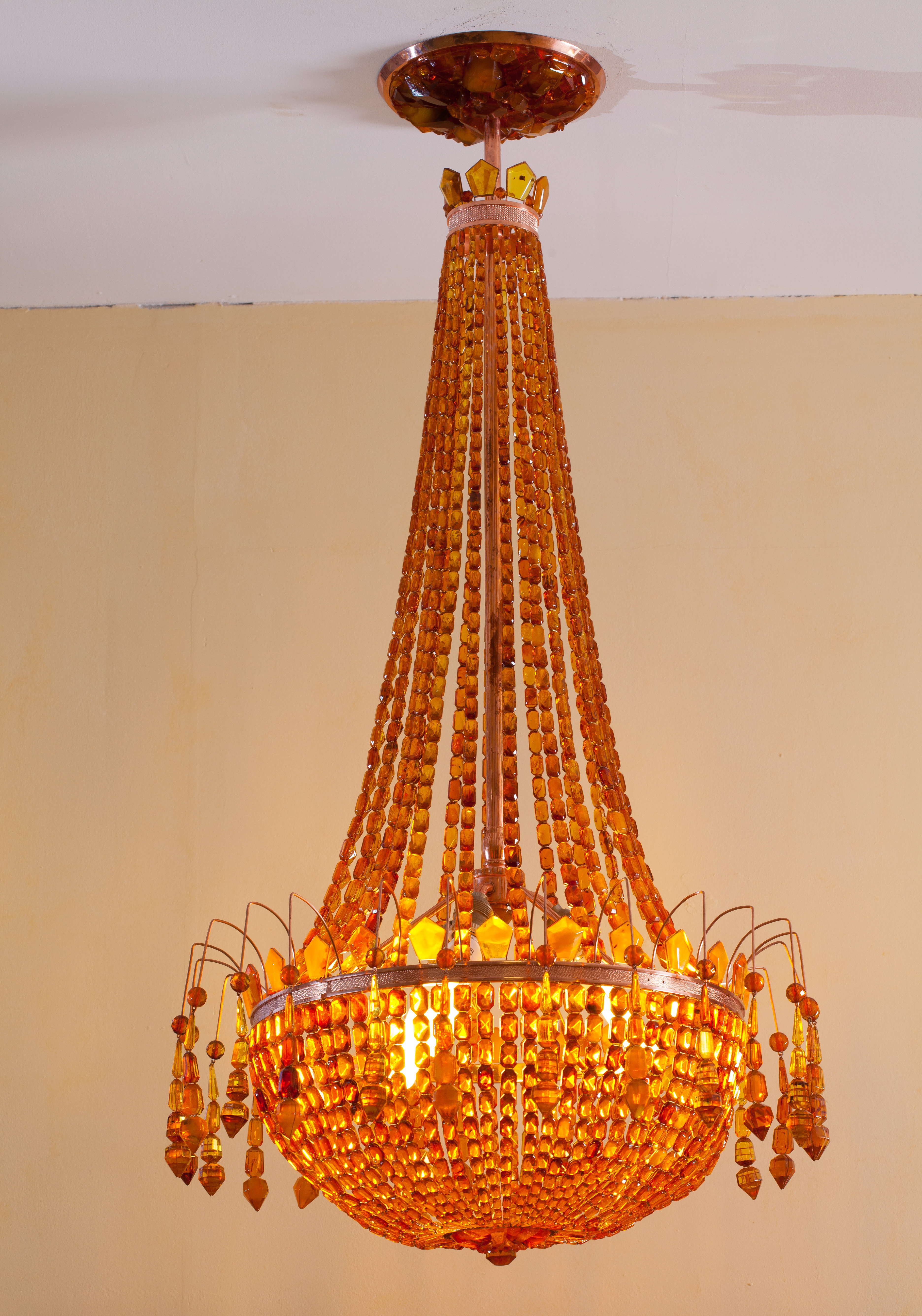
Jantarový lustr, Kaliningrad 1952
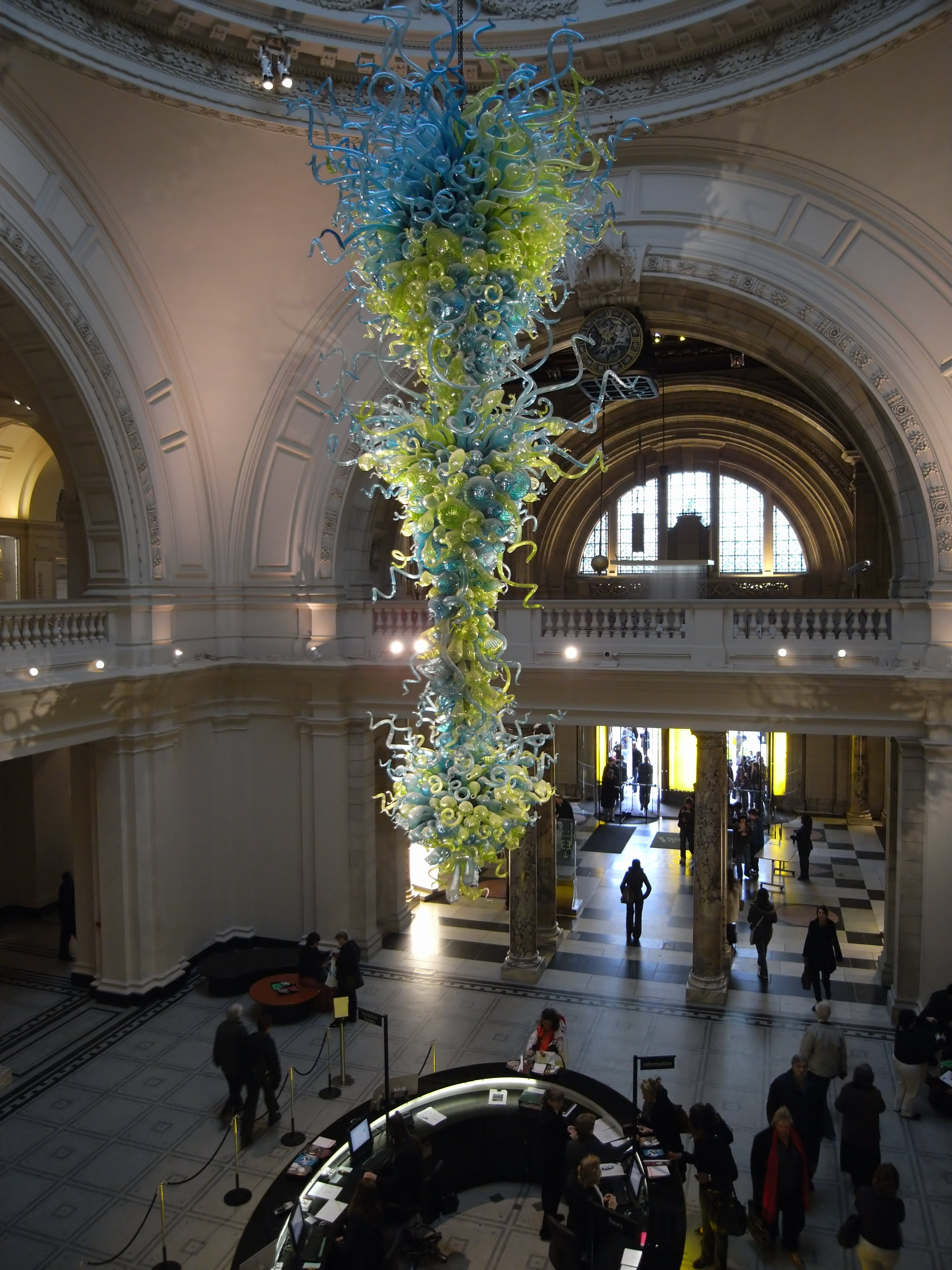
Dale Chihuly: Osmimetrový lustr ve V&A museu v Londýně
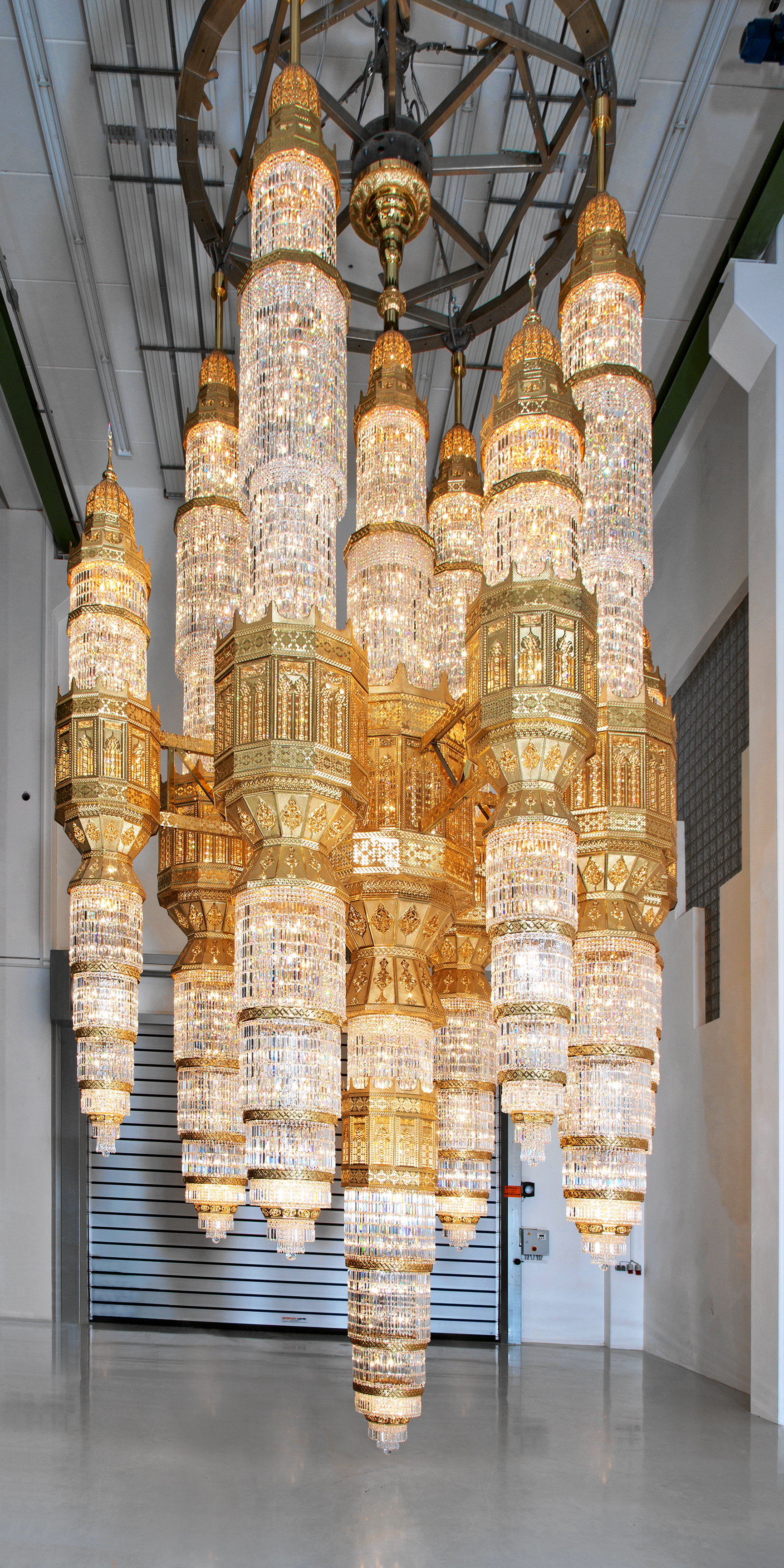
Největší křišťálový lustr, mešita Al Alamein, Omán